# Christoph Stathmion

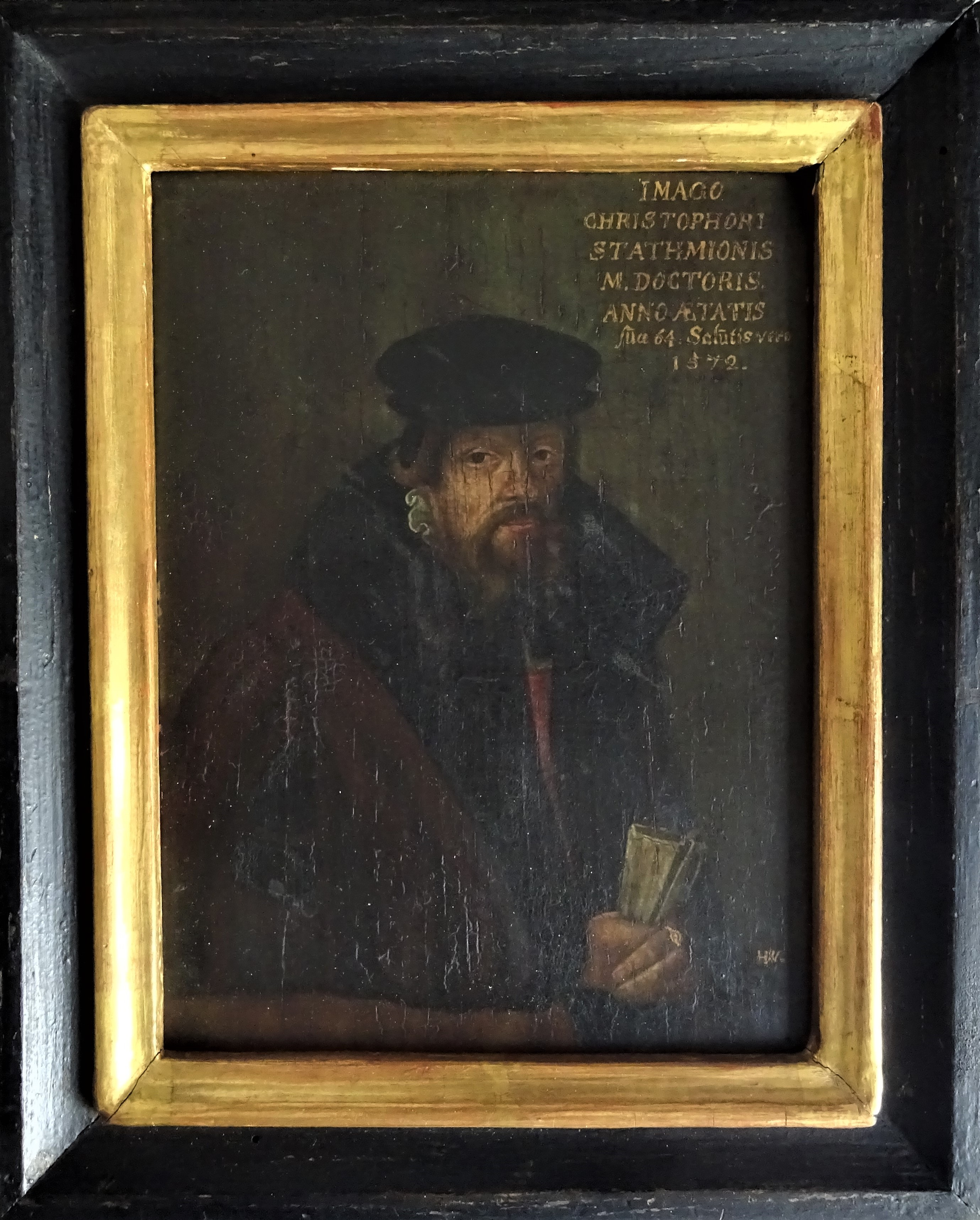
Christoph Stathmion, Gemälde von Hans Weyer, 1572

Christoph Stathmion, auch Christoph Maß, Mass oder Maaß (* um 1508/1509 in Krumau am Kamp, Niederösterreich; † Mitte April (Begräbnis 24. April) 1585 in Coburg), war Coburger Stadtarzt sowie bedeutender Astrologe und Kalendermacher des 16. Jahrhunderts.
Nach einem Studium in Leipzig (ab 1536) und einer Tätigkeit als Präzeptor in Ingolstadt (ab 1538) war Stathmion von 1544 bis zu seinem Tod Stadtphysicus in Coburg.

## Wirken
Wie viele seiner Zeitgenossen vom Einfluss der Gestirne auf das irdische Geschehen und den menschlichen Körper überzeugt, verfasste er Aderlasskalender (Laßtafeln, Laßzettel), Jahresvorhersagen (Praktiken, Prognostiken) und Horoskope. Seine Kalender, darunter von 1547 bis 1585 ohne Unterbrechung eine Jahresprognose, wurden von verschiedenen Druckern hauptsächlich in Nürnberg veröffentlicht. In medizinischen, astrologischen und theologischen Veröffentlichungen schreckte Stathmion nicht vor Kontroversen zurück, wie etwa seine Auseinandersetzung mit dem hennebergischen Leibarzt Thomas Erastus bezeugt. Intensiven brieflichen Kontakt unterhielt er mit Philipp Melanchthon, der seine Auffassungen weitgehend teilte.
Stathmion stellte sowohl Herzog Johann Friedrich I. (dem Großmütigen) von Sachsen als auch seinem Sohn Johann Friedrich II. (dem Mittleren) Horoskope. Während Im Fall Johann Friedrichs I. die prophezeite Befreiung aus der Gefangenschaft tatsächlich eintrat, verstrickte sich Johann Friedrich II. – auch unter dem Einfluss von Weissagungen – so stark in die Grumbachschen Händel, dass er nicht nur seine Herrschaftsrechte verlor, sondern auch bis zum Ende seines Lebens in Haft bleiben musste.